# Gerber-Sumach
Der Gerber-Sumach oder Gerbersumach (Rhus coriaria), auch Sizilianischer Sumach oder Färberbaum genannt, ist eine Pflanzenart aus der Gattung Sumach (Rhus) innerhalb der Familie der Sumachgewächse (Anacardiaceae). Er wird vielseitig genutzt.

## Beschreibung

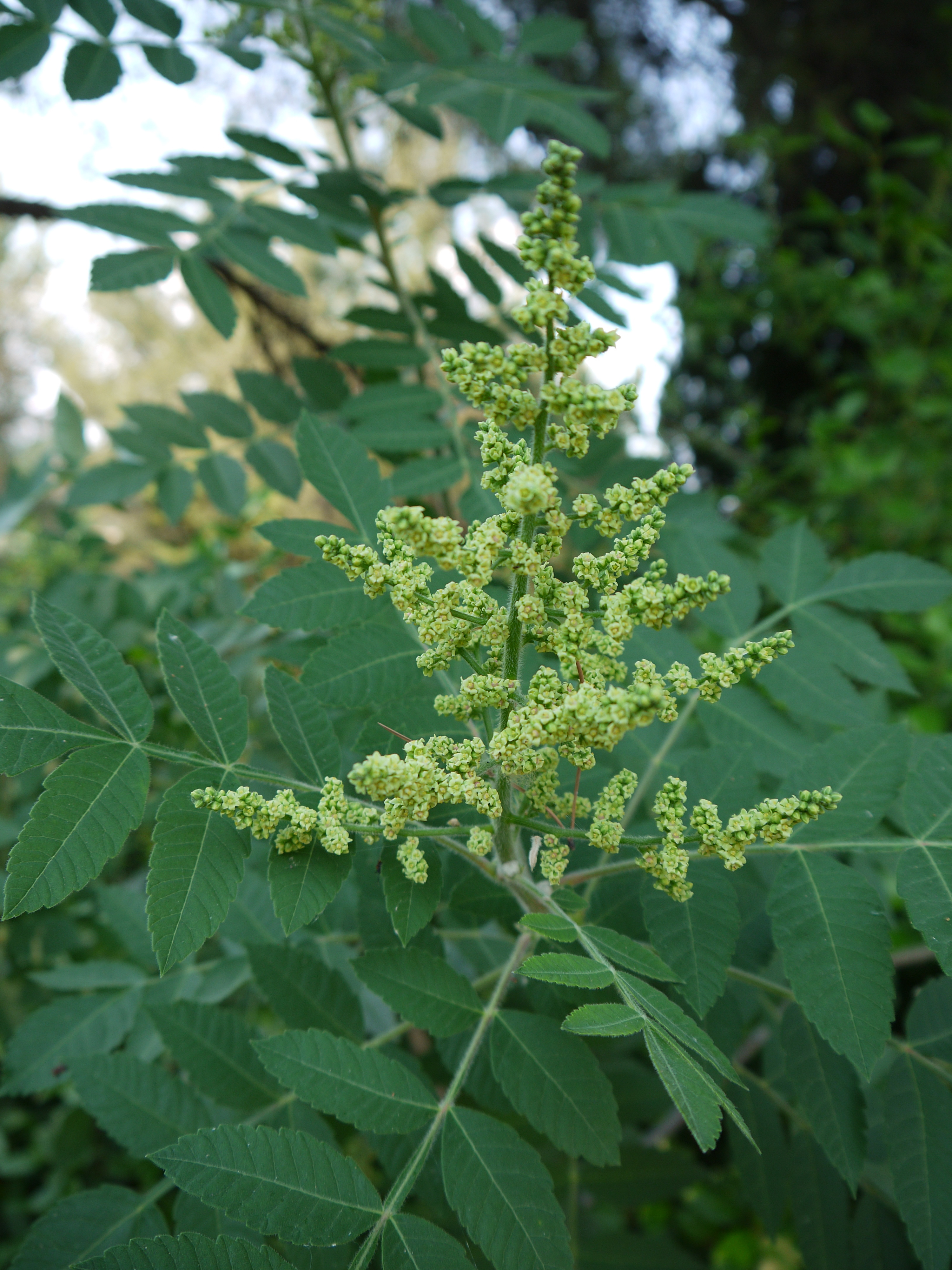
Blütenstand

Reife Früchte

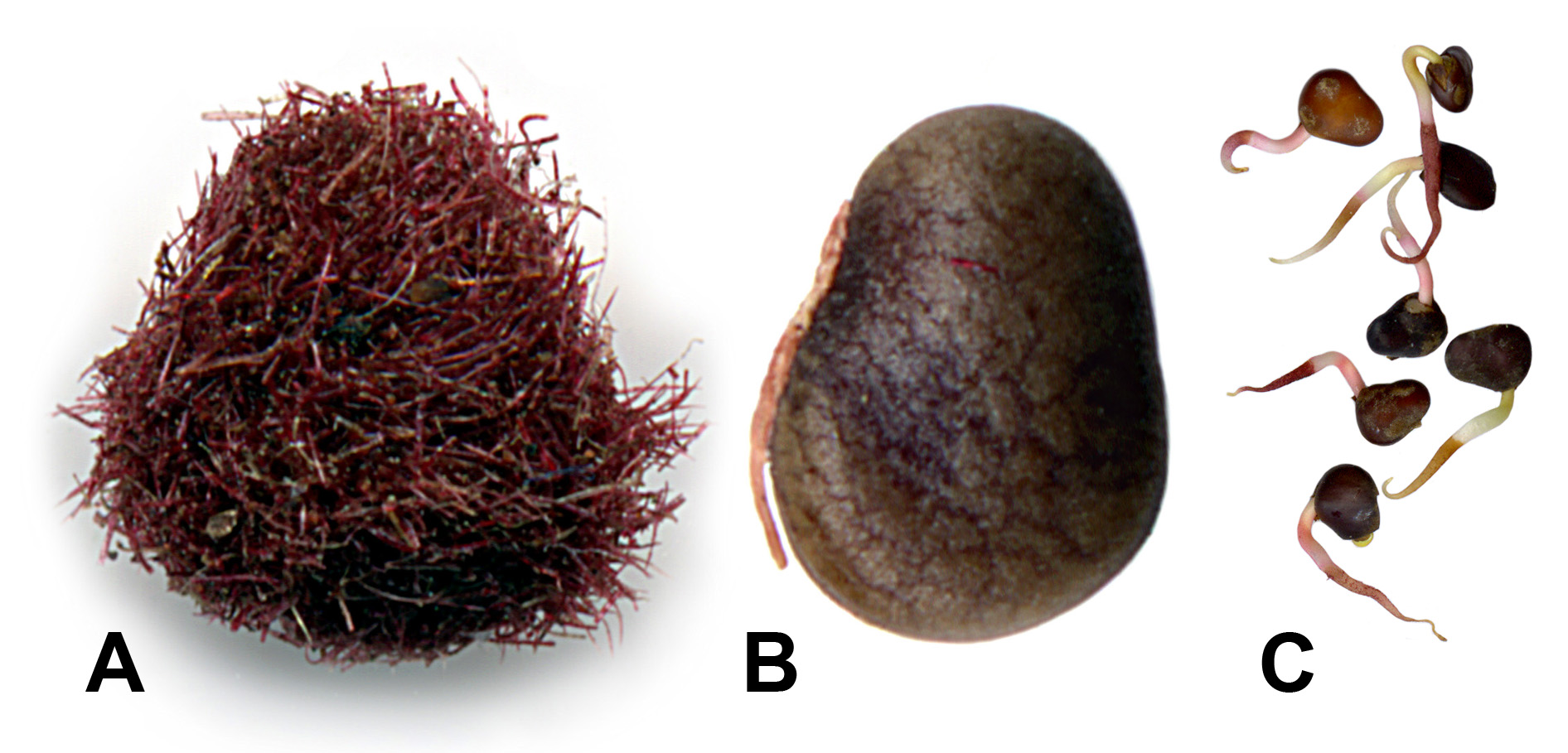
Zottige Steinfrucht und Steinkern

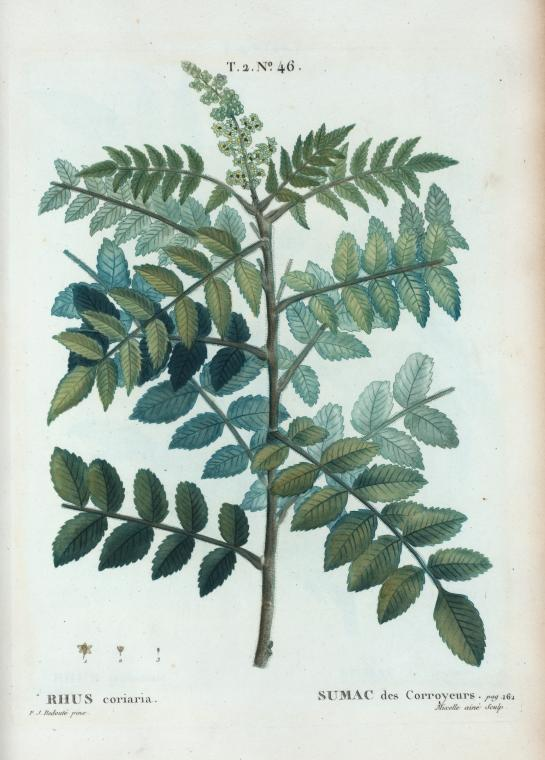
Illustration von Pierre-Joseph Redouté

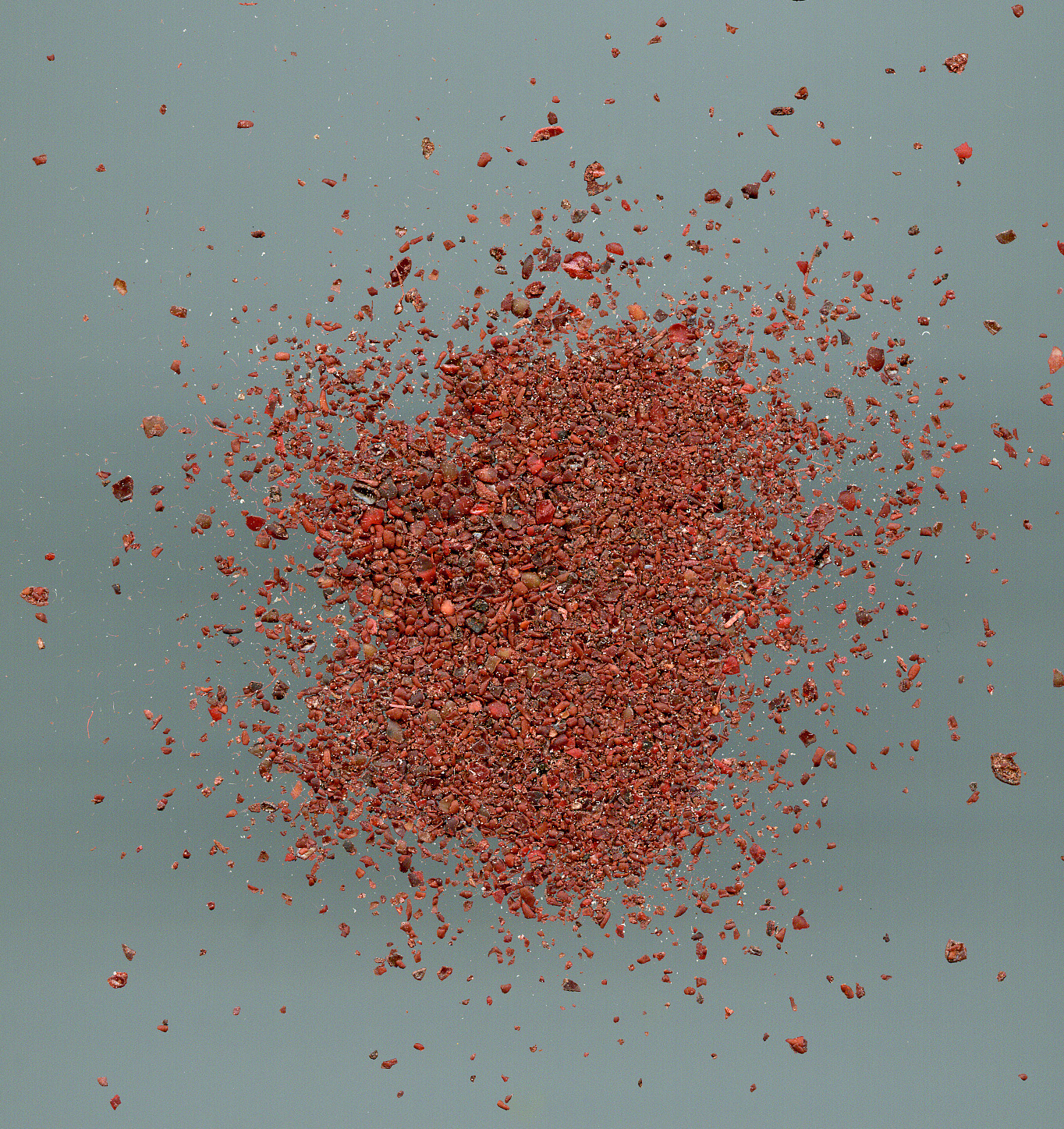
Türkische Sumach-Mischung mit Salz

### Vegetative Merkmale
Der Gerber-Sumach wächst als laubabwerfender bis halbimmergrüner Strauch oder aufrechter, kleinerer Baum und erreicht Wuchshöhen von 1 bis 3, selten bis zu 4 oder sogar 5 Metern. Es sind viele Zweige vorhanden. Die Rinde junger Zweige ist dicht steif behaart. Er enthält Milchsaft.
Die wechselständig und schraubig angeordneten Laubblätter sind in Blattstiel und -spreite gegliedert und insgesamt meist 8 bis 30 (5 bis 34) Zentimeter lang. Der 2 bis 3 Zentimeter lange Blattstiel ist dicht steif behaart. Es sind keine Nebenblätter vorhanden. Die mehr oder weniger ledrige Blattspreite ist unpaarig gefiedert. Die meist 7 bis 21 (3 bis 25) Fiederblätter sind gegen- oder fast wechselständig an der Blattrhachis angeordnet. Die Blattrhachis ist steif behaart und mindestens zwischen den obersten Fiederblättchen geflügelt. Die Fiederblätter sind bei einer Länge von meist 2,5 bis 5 (1 bis 7,5) Zentimetern sowie bei einer Breite von 7 bis 20, selten bis zu 35 Millimetern eiförmig bis länglich mit zugespitztem oder stumpfem oberen Ende und grob gekerbt-gesägtem Rand. Das endständige und gestielte Fiederblatt ist den seitlichen und sitzenden ähnlich. Beide Blattflächen sind zerstreut kurz behaart. Manchmal sind ein oder zwei gut erkennbare Blattlappen an der Basis der Blattrhachis vorhanden.

### Generative Merkmale
Die Blütezeit reicht je nach Standort von Mai bis Juni oder August. Der Gerber-Sumach ist polygam-diözisch, er ist funktional zweihäusig getrenntgeschlechtig diözisch, aber es gibt einige zwittrige Blüten. Die behaarte Blütenstandsachse wird mehr oder weniger durch die Blüten verdeckt. Die end- und manchmal seitenständigen, aufrechten Blütenstände sind thyrsoid oder rispig, pyramidal. Die männlichen Blütenstände sind 17 bis 25 Zentimeter lang und ihre Blüten sind relativ locker angeordnet. Die weiblichen Blütenstände sind meist 8 bis 15 (5 bis 21) Zentimeter lang und ihre Blüten sind dicht angeordnet. Die Blüten sind fast sitzend.
Die meist eingeschlechtigen, manchmal zwittrigen Blüten sind fünfzählig mit doppelter Blütenhülle. Die männlichen Blüten sind meist größer als die weiblichen. Die fünf behaarten Kelchblätter sind grünlich und bei einer Länge von 1,8 bis 2,3 Millimetern sowie einer Breite von 0,6 bis 1,1 Millimetern eiförmig. Die fünf weißen Kronblätter sind bei einer Länge von 2 bis 4,4 Millimetern sowie einer Breite von 0,8 bis 1,7 Millimetern länglich und länger als die Kelchblätter. Es ist ein Diskus vorhanden. Die fünf Staubblätter überragen die Blütenkrone etwas. Die Staubbeutel sind gelb. Der einkammerige Fruchtknoten ist oberständig. Es sind drei kurze Griffeläste vorhanden.
Die bei einem Durchmesser von 4 bis 6 Millimetern relativ kleinen und rundlichen Steinfrüchte sind dicht kurz-steif behaart und verfärben sich bei Reife bräunlich-purpurfarben. Das Endokarp ist bei Reife netzartig und sehr hart. Der Steinkern weist einen Durchmesser von etwa 2 Millimetern auf.

## Ökologie
Beim Gerber-Sumach handelt es sich um einen Nanophanerophyten.
Blütenökologisch handelt es sich um Scheibenblumen mit freiliegendem Nektar. Bestäuber sind Käfer, Fliegen, Syrphiden, Wespen, mittelrüsselige Bienen.
Diasporen sind die Steinfrüchte.

## Vorkommen und Gefährdung
Der Gerber-Sumach ist wild auf den Kanaren, in Algerien, in Südeuropa, in der Ukraine, im Kaukasusgebiet, in West- und Zentralasien weitverbreitet. Es gibt Fundortangaben für die Kanaren, Algerien, Portugal, Spanien, Frankreich, Sizilien, Italien, Malta, das ehemalige Jugoslawien, Albanien, Bulgarien, Griechenland, Kreta, Zypern, die Türkei, Iran, Irak, Syrien, Libanon, den Sinai, die Ukraine, die Krim, Aserbaidschan, Georgien, Dagestan, das westliche Tadschikistan, das südliche Turkmenistan sowie Afghanistan. Sie ist auf den Azoren ein Neophyt. In der Roten Liste der gefährdeten Arten gilt Rhus coriaria als „LC“ = „Least Concern“ = nicht gefährdet.
Der Gerber-Sumach gedeiht in Europa auf niedrigen Höhenlagen an felsigen Standorten und im Gebüsch.

## Systematik
Die Erstveröffentlichung von Rhus coriaria erfolgte 1753 durch Carl von Linné in Species Plantarum, Tomus I, S. 265. Das Artepitheton coriaria bedeutet „zum Gerben von Leder verwendbar“. Synonyme für Rhus coriaria L. sind Rhus amoena Salisb., Rhus ornifolia Pall. ex Gueldenst., Rhus sumac O.Targ.Tozz. und Toxicodendron coriaria Kuntze.
2015 wurde eine Varietät Rhus coriaria var. zebaria S.E.Shahbaz aus Kurdistan mit weiß-bräunlichen Früchten erstbeschrieben.
Es sind auch einige Kultivare bekannt.

## Inhaltsstoffe
Die Laubblätter enthalten verschiedene Flavonole wie Quercetin, Myricetin und Kaempferol. An Tanninen enthalten sie Gallussäure, Methylgallat und meta-Digallussäure. Daneben kommen dimere Flavonoide wie Amenthoflavon, Agathisflavon, Hinokiflavon und Sumaflavon sowie Glucoside von Flavonoiden und Gallussäureester der Glucose vor. Der Gehalt an Tanninen beträgt dabei etwa zwischen 52 mg und 189 mg pro Gramm Trockenmasse.
Getrocknete Früchte enthalten verschiedene Aldehyde, Farnesylaceton und Terpene, darunter α-Terpineol, Carvacrol, Cembren, α-Pinen und β-Caryophyllen. Die Früchte sind reich an den Mineralstoffen Kalium, Calcium, Magnesium und Phosphor. Das fette Öl enthält an Fettsäuren vor allem Palmitinsäure sowie ungesättigte C18-Säuren wie Ölsäure und Linolsäure. Der saure Geschmack kommt vor allem durch Äpfelsäure und Zitronensäure zustande, in geringer Menge kommen auch Fumarsäure und Weinsäure vor.

## Nutzung
→ Für die Nutzung als Gewürz siehe Hauptartikel: Sumach (Gewürz)
Der Gerber-Sumach wächst auch auf kargen Böden und bevorzugt einen sonnigen Standort. Die Pflanzen vertragen Trockenheit, sind aber in der Regel frostempfindlich. Je nach Cultivar werden gewisse Minustemperaturen toleriert.
Gerber-Sumach, genannt auch kurz (pharmazeutisch) Sumach, hatte spätestens im 3. Jahrhundert v. Chr. in der griechischen Küche der Ägäisregion seinen Platz als ein beliebtes Gewürz gefunden und wurde vielfach aus Syrien importiert. Solon schrieb ein Gedicht über seine kulinarischen Freunde Sumach und Silphion (von dem nur nicht miteinander verbundene Fragmente erhalten sind) über das Leben im Luxus. Spätestens im 4. Jahrhundert v. Chr. war Sumach in Athens Küche in Gebrauch.
Bis heute sind die getrockneten, gemahlenen Steinfrüchte, Sumak (älter auch Sumac) genannt (vermutlich von aramäisch summaq für dunkelrot), als säuerliches Gewürz vor allem in der türkischen, arabischen, kurdischen und persischen Küche beliebt.
In Europa kommen die getrockneten Früchte des Gerber-Sumach, üblicherweise grob gemahlen in Form eines rotbraunen bis purpurfarbenen Pulvers, oft mit etwas Salz vermischt, in den Handel. Zu qualitativ hochwertigem Sumach wird kein Salz hinzugefügt, vor allem werden die Steinfrüchte nicht zermahlen, da sonst Bitterstoffe freigesetzt würden. Es wird nur die dünne Schicht Fruchtfleisch abgeschabt und anschließend getrocknet, beispielsweise in der Sonne. Im Handel ist meist nur der (durch die Kerne) dunklere Sumach erhältlich, dabei hat die eigentliche Reinform eine hellrote Farbe. Salz wird in erster Linie von den Händlern zur schnelleren Trocknung (Entzug von Wasser) und zur Streckung (Steigerung des Gewichtes) beigemischt. In der Reinform ist dieses Gewürz durchaus ergiebig.
Er wird meist großzügig über Salate, Fleischgerichte (beispielsweise Lahmacun) und Reisgerichte gestreut oder wie schon im antiken Rom zu einem intensiv roten Sud verkocht, der – mit Tamarinde vergleichbar – Gerichten zugegeben wird. Sumak ist Bestandteil von Gewürzmischungen wie dem Zatar.
Die unreifen Früchte dienen auch ganz als Ersatz für Kapern.
Die Laubblätter dienten zur Vegetabilgerbung von Leder und als Haarfärbemittel. Mit der Rinde wurde Wolle gefärbt. Auch aus Früchten und Laubblättern erhält man einen Farbstoff.

## Arten mit ähnlichen Trivialnamen und Verwendungen
Der Gerber-Sumach ist nicht zu verwechseln mit dem nordamerikanischen Gewürz-Sumach (Rhus aromatica). Zum Gerben werden noch andere (oder ehemalige) Rhus-Arten verwendet wie Rhus chinensis, Rhus glabra, Rhus typhina, Rhus copallinum und Searsia pentaphylla (Syn.: Rhus pentaphylla) sowie auch Cotinus coggygria (Syn.: Rhus cotinus). Eine eng verwandte Art, der Essigbaum, diente den Ureinwohnern Nordamerikas als Grundlage für ein saures Getränk.